# Logan Pause
Logan Pause est un joueur international américain de soccer né le 22 août 1981 à Hillsborough en Caroline du Nord. Milieu de terrain, il a disputé toute sa carrière professionnelle au Fire de Chicago en MLS.

## Biographie
Le 4 septembre 2014, Logan Pause annonce la fin de sa carrière à l'issue de la saison de MLS.

## Palmarès

### Par équipe
- Vainqueur du MLS Supporters' Shield en 2003
- Vainqueur de la Coupe des États-Unis en 2006

### Individuel
- Meilleur joueur du Fire de Chicago en 2010
- Trophée du fair-play de la MLS 2012